# 聖何塞德蘇艾塔
聖何塞德蘇艾塔是哥倫比亞的城鎮，位於該國東北部，由桑坦德省負責管轄，距離首府布卡拉曼加200公里，始建於1924年，面積85平方公里，海拔高度1,276米，主要經濟活動有農業和畜牧業，人口1,312。

## 外部連結
- Flag and coat-of-arms at Flags of the World website
- Local Council （页面存档备份，存于） (Inaccessible as at 7 March 2010)